# Rocchetta Ligure
Rocchetta Ligure est une commune italienne de la province d'Alexandrie, dans la région Piémont.

## Administration
| Période                                  | Période | Identité | Étiquette | Qualité |
| ---------------------------------------- | ------- | -------- | --------- | ------- |
|                                          |         |          |           |         |
| Les données manquantes sont à compléter. |         |          |           |         |

### Hameaux
Bregni Inferiore, Bregni Superiore, Celio, Pagliaro Inferiore, Pagliaro Superiore, Piani di Celio, Sant'Ambrogio, Sisola

### Communes limitrophes
Albera Ligure, Cabella Ligure, Cantalupo Ligure, Mongiardino Ligure, Roccaforte Ligure